# Костри-Сьмейкі
Костри-Сьмейкі (пол. Kostry-Śmiejki) — село в Польщі, у гміні Клюково Високомазовецького повіту Підляського воєводства.
Населення — 130 осіб (2011).
У 1975-1998 роках село належало до Ломжинського воєводства.

## Демографія
Демографічна структура станом на 31 березня 2011 року:
|          | Загалом | Допрацездатний вік | Працездатний вік | Постпрацездатний вік |
| -------- | ------- | ------------------ | ---------------- | -------------------- |
| Чоловіки | 71      | 18                 | 41               | 12                   |
| Жінки    | 59      | 16                 | 29               | 14                   |
| Разом    | 130     | 34                 | 70               | 26                   |